# 群馬県道203号金井高崎線
群馬県道203号金井高崎線（ぐんまけんどう203ごうかねいたかさきせん）は、群馬県甘楽郡甘楽町金井の金井交差点の国道254号と群馬県道204号金井小幡線の交点を起点とし、高崎市石原町の館交差点（群馬県道・埼玉県道71号高崎神流秩父線の交点）を終点とする、約13.1㎞の一般県道である。